# Przyborowo (województwo podlaskie)
Przyborowo – wieś w Polsce położona w województwie podlaskim, w powiecie kolneńskim, w gminie Grabowo. Leży nad Skrodą dopływem Pisy.
Na przełomie 1783/1784 wieś leżała w parafii Grabowo, dekanat wąsoski diecezji płockiej i była własnością siedemnastu rodzin szlacheckich: Bagińskich, Czaplickiego, Cwalińskich, Dobrzyckiego, Doliwy, Konopki, Karwowskiego, Mierzejewskiego, Milewskiego, Nikuckiego, Rakowskich, Ślezińskich, Szymanowskiego, Świderskiego, Śwęszkowskiego, Skrodzkiego i Truszkowskiego. W latach 1975–1998 miejscowość położona była w województwie łomżyńskim.
Wierni kościoła rzymskokatolickiego należą do parafii św. Jana Chrzciciela w Grabowie.